# V357 Водолея
V357 Водолея (лат. V357 Aquarii), HD 219462 — двойная затменная переменная звезда типа W Большой Медведицы (EW) в созвездии Водолея на расстоянии приблизительно 883 световых лет (около 271 парсека) от Солнца. Видимая звёздная величина звезды — от +10,25m до +9,98m. Орбитальный период — около 0,4701 суток (11,283 часов).

## Характеристики
Первый компонент — жёлтая звезда спектрального класса G0. Радиус — около 2,22 солнечных, светимость — около 5,639 солнечных. Эффективная температура — около 5973 К.